# SAM Basket Massagno
El SAM Basket Massagno, conocido por motivos de patrocinio como Spinelli Massagno, es un equipo de baloncesto suizo con sede en la ciudad de Massagno, que compite en la LNA, la primera división del baloncesto suizo. Disputa sus encuentros como local en la SE Nosedo en Massagno.

## Posiciones en Liga
- 1992 (LNA)
- 1996 (1LN)
- 2004 (1-1LN)
- 2005 (6-LNB)
- 2006 (4-LNB)
- 2007 (2-LNB)
- 2008 (LNB)
- 2009 (11-LNA)
- 2010 (7)
- 2011 (8)
- 2012 (8)
- 2013 (9)

### Plantilla 2013-2014
| N.º | Nombre             | Nacionalidad                                       | Puesto    |
| --- | ------------------ | -------------------------------------------------- | --------- |
| 4   | Randon Grueninger  | Bandera de Suiza                                   | Alero     |
| 5   | Ludovico Basso     | Bandera de Suiza                                   | Base      |
| 6   | Fabio Appavou      | Bandera de Suiza                                   | Base      |
| 7   | Davide Garruti     | Bandera de Suiza                                   | Escolta   |
| 8   | Cory Johnson       | Bandera de Estados Unidos                          | Ala-Pívot |
| 9   | Andrea Bracelli    | Bandera de Suiza                                   | Alero     |
| 10  | Daniel Andjelkovic | Bandera de Suiza                                   | Ala-Pívot |
| 11  | Dante Taylor       | Bandera de Estados Unidos                          | Pívot     |
| 12  | Alen Balta         | Bandera de Suiza                                   | Ala-Pívot |
| 13  | Mattia Cafisi      | Bandera de Suiza                                   | Escolta   |
| 14  | Slavisa Pantic     | Bandera de Bosnia y Herzegovina · Bandera de Suiza | Pívot     |
| 15  | Jeremy Kendle      | Bandera de Estados Unidos                          | Base      |
| 20  | Yannick Rokitzky   | Bandera de Suiza                                   | Alero     |
| 25  | Ken Rancifer       | Bandera de Estados Unidos                          | Escolta   |

## Palmarés
- Subcampeón LNB (2006)
- Subcampeón Copa Suiza (2013)